# Gure Herria
Gure Herria  (« Notre Pays » en langue basque) est une revue en langue basque créée en janvier 1921 à Bayonne par plusieurs prêtres attachés à la cause basque, et de jeunes rédacteurs issus du journal Eskualduna. 
La revue Gure Herria publie des articles sur la littérature et les études basques. En 1924 son comité directeur est composé des messieurs Laurent Apesteguy, Jean Barbier, Edmond Blazy, Louis Dassance, Dominique Dufau, Jean Élissalde, Jules Moulier, Jean Saint-Pierre et Emmanuel Souberbielle. Jules Moulier assume une grande partie du travail au journal durant les premières années de mise en marche.
De 1921 à 1926, Gure Herria est une revue mensuelle et à partir de 1927, elle est publiée aux deux mois. La revue inclut dans son contenu, outre les diverses matières basques, des pièces littéraires et théâtrales. Chaque fascicule se termine avec un supplément musical. 
Suspendu pendant la guerre en 1939, Gure Herria réapparaît de nouveau en 1950 grâce à l'effort de Jean Saint-Pierre, tout en étant publié de nouveau avec le même rythme que précédemment. Parmi ses collaborateurs, on souligne la collaboration de Pierre Lhande, Francis Jammes, Julien Vinson, le chanoine Dibildos, Georges Hérelle, Albert Léon, Georges Lacombe, Pierre Lafitte, Pierre Yturbide. 
Durant les années suivantes, le nombre de collaborateurs de qualité a incessamment augmenté avec des personnalités telles que Jean Barbier, Oxobi, Jean Elissalde, Larreko, Louis Dassance, Mayi Ariztia, Etxahun, Piarres Larzabal, Minaberry, Telesforo Monzón, Salaberry, etc. 
Gure Herria a cessé d'être publié en 1976.